# سیل‌بند سامرا
سیل‌بند سامرا (به عربی: سد سامراء) یک سد و نیروگاه برقابی در عراق است که در استان صلاح‌الدین واقع شده‌است.